# Paraxenylla cubana
Paraxenylla cubana är en urinsektsart som beskrevs av Palacios-Vargas och Janssens 2006. Paraxenylla cubana ingår i släktet Paraxenylla och familjen Hypogastruridae. Inga underarter finns listade i Catalogue of Life.